# Beas
Beas es un municipio y localidad española de la provincia de Huelva, en la comunidad autónoma de Andalucía.
El municipio cuenta con una población de 4374 habitantes (INE 2024) y una superficie de 144,66 km², tiene una densidad de 30,12 hab/km².

## Geografía

### Situación
Integrado en la comarca de El Condado, se sitúa a 25 kilómetros de la capital provincial. El término municipal está atravesado por la carretera nacional N-435 (Badajoz-Huelva) y por carreteras locales que permiten la comunicación dentro del municipio y con el de Niebla. 
| Noroeste: Alosno    | Norte: Valverde del Camino | Nordeste: Valverde del Camino |
| Oeste: Trigueros    |                            | Este: Niebla (Huelva)         |
| Suroeste: Trigueros | Sur: Trigueros             | Sureste: Niebla (Huelva)      |

### Relieve
El relieve del municipio es predominantemente llano, en pendiente descendente desde el centro del territorio, extendiéndose desde el río Odiel hasta el arroyo Candón, afluente del río Tinto. La altitud oscila entre los 220 metros en el centro del municipio y los 30 metros a orillas del arroyo Candón. El pueblo se alza a 119 metros sobre el nivel del mar. 

### Clima
Beas tiene clima mediterráneo.

### Fauna
El término municipal de Beas cuenta con una extensa fauna, de la que se puede destacar: 
- Aves: Diferentes especies de aguiluchos, buitres, cernícalos, milanos, autillos, búho, lechuza común, mochuelo, arrendajo, cuervos, grajilla, rabilargo, abejaruco común, abubilla, alcaraván, alcaudón común y real, alondra, ánade real, codorniz, cuco, gorrión, paloma torcaz, perdiz, tórtola, zorzal, etc.
- Anfibios: Ranita meridional, rana verde común, sapo común, sapo corredor, salamandra común, etc.
- Mamíferos: Conejo, erizo común, gato montés, gineta común, jabalí, ciervo, liebre común, rata campestre, tejón, zorro, nóctulo común, etc.
- Reptiles: Culebra bastarda, culebra de collar, culebra de escalera, galápago leproso, lagartija ibérica, lagarto ocelado, víbora hocicuda, etc.

### Flora
La comarca de La Campiña, en la que se integra el municipio de Beas, se encuentra en un enclave preserrano en el que abundan especies florales como el eucalipto, el pino, el olivo (del cual se obtiene el preciado Aceite de Beas), y abundantes especies florísticas de la familia de las gramíneas. Asimismo, en las riberas aparecen especies juncales y algunas algas.

## Historia
Las primeras referencias escritas sobre el municipio de Beas las encontramos tras la conquista castellana del reino de Niebla en 1262. La nueva organización del Concejo de Niebla establecida por el rey castellano, Alfonso X, incluía en la jurisdicción de esta ciudad a la entonces aldea de Beas, así como a otro núcleo existente en el actual término municipal: San Benito del Álamo, que según Pascual Madoz desapareció en el siglo XVIII, argumentando como causa de su despoblamiento la insalubridad del terreno. 
En diciembre de 1342, Alfonso XI hizo donación de las aldeas de Beas y Trigueros a Juan Alonso de la Cerda, señor de Gibraleón, de este modo el pueblo pasaba a ser tutelado por un régimen señorial, pero fue un periodo efímero, pues a la muerte del señor en 1346 volverán a la jurisdicción de Niebla, tierra de realengo todavía. 
Años después, con la llegada al trono de Castilla de Enrique de Trastámara, Niebla y todo su territorio, donde se encontraba Beas, fue entregado en régimen de señorío, con el título de condado a Juan Alonso de Guzmán, señor de Sanlúcar de Barrameda. De este modo el estatus jurídico-administrativo de Beas, como tierra de señorío, vinculada a la jurisdicción de Niebla, se mantendrá durante todo el Antiguo Régimen hasta el siglo XIX.
En el siglo XIV, debieron llegar al pueblo de Beas nuevos moradores fruto de la política repobladora que estaban llevando a cabo los señores de Niebla, este aumento de la población permitió a las autoridades eclesiásticas del lugar el inicio de la construcción de la iglesia de San Bartolomé, iniciada en estas fechas con un trazado gótico mudéjar. 
El siglo XVI, también marcará los primeros momentos de los otros núcleos de población del municipio, las aldeas. En los parajes de Candón, Fuente de la Corcha y Navahermosa, comienzan a asentarse pobladores provenientes del vecino municipio de Valverde, que ya en 1622 y 1677 ven reconocidos sus derechos a pastar, labrar y construir casas en estos lugares.
En la segunda mitad del XVII y la primera del XVIII se producen una serie de acontecimientos político-militares, como son la guerra de Secesión de Portugal, la conspiración del Marqués de Ayamonte y la Guerra de sucesión española, además de continuos periodos de hambrunas que irán provocando un retroceso generalizado de su economía y población. A ello se unirán las difíciles consecuencias del terremoto que afectó a la comarca en 1755, que produjo fuertes daños en el caserío de la población, sus gentes y su economía.
El siglo XIX, a pesar de iniciarse con los desastres propios de la invasión napoleónica, trajo como aspecto positivo el fin del régimen señorial, iniciado en 1812 con la Constitución de Cádiz y, por tanto, el acceso de Beas a su estatus actual de municipio. Será el momento en que también se produzca la desamortización de los bienes de la iglesia, que afectará a la propia estructura urbana del pueblo de Beas, donde se acometen importantes reformas del trazado viario, aprovechando la venta de la parcela ocupada por el hospital de Santa María de Gracia.
También será el siglo en el que las aldeas comiencen a configurar su trazado urbano, existiendo ya firmes testimonios de su existencia, por ejemplo Candón, del que sabemos que en 1847 contaba con 60 casas y Navahermosa, que por esas mismas fechas tenía su ermita, y por tanto hemos de suponer que también sus primeras casas. 

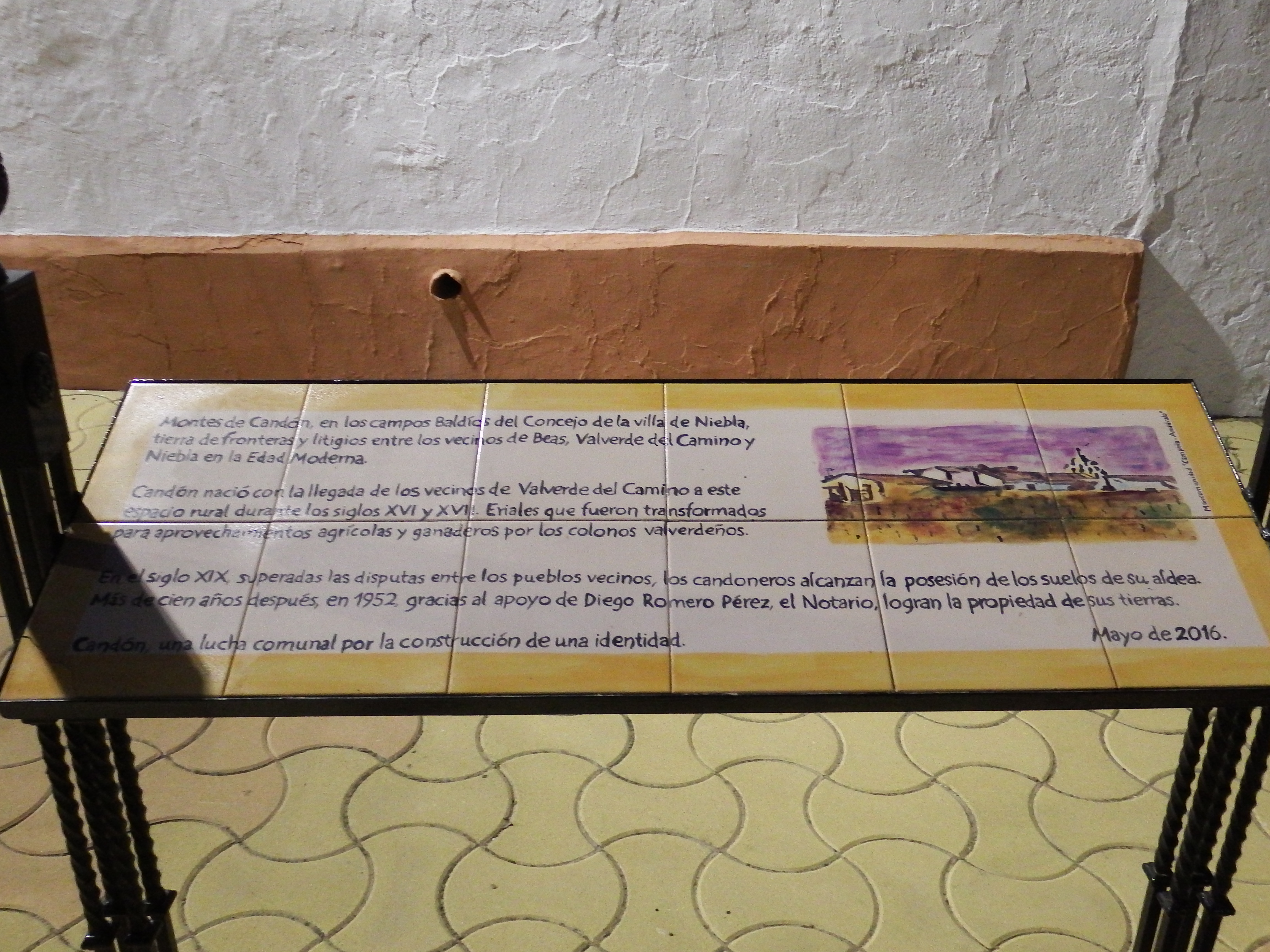
Placa conmemorativa de la adquisición de las tierras por los habitantes de Candón

Pero el siglo XIX también marcará el momento en que el municipio perderá gran parte de sus baldíos a favor de la propiedad privada. Un capítulo especial de esta historia lo marca Candón, cuando las tierras en las que se asentaban los colonos pasan a ser propiedad privada en 1859. Comienza aquí la lucha de los candoneros por alcanzar la plena propiedad de sus casas y tierras, cuestión que se zanjaría casi un siglo después en 1952, con la expropiación de estos terrenos y, algo después, en 1970, con la expropiación del Cortijo de San Benito, labrado desde muchos años antes por ellos mismos en régimen de aparcería, y cuya entrega a los candoneros marcará el desarrollo del pueblo moderno.
Estos dos últimos siglos de los que venimos hablando, además de los muchos avatares políticos y sociales, nos trajeron la gran explosión demográfica y urbana, ampliándose considerablemente el casco urbano de la población de Beas, primero hacia los caminos y veredas y, luego, rellenando muchos de los espacios que el no planificado desarrollo urbano dejó desiertos y atrapados. 
Serán también los siglos en que se mejoren las comunicaciones del municipio, primero el ferrocarril en 1868, cuando se inaugura el primer tramo de la línea San Juan del Puerto–Buitrón, hasta Venta Eligio. Más tarde en el siglo XX las mejoras corresponderían a las carreteras que comienzan a ver mejorados sus firmes y trazados. 
Finalmente el siglo XX también marcará un hito en nuestra economía, a partir de los años 70 muchos de nuestros vecinos abandonan los campos para dedicarse a nuevas actividades industriales, como trabajadores en las fábricas que estaban siendo instaladas en el Polo de Promoción y Desarrollo de Huelva, era la primera vez que esto ocurría en el municipio en su largo periodo de vida, caracterizada por una economía basada en la agricultura y ganadería. Junto a ello otros muchos comenzarán a trabajar en el sector servicio, sobre todo en Huelva.
De antes de nuestra etapa histórica documental se tienen noticias de la presencia del hombre en estas tierras. Según testimonian los restos arqueológicos que se han descubierto en zonas como El Arroyo San Benito, Arroyo Candón y en la zona del Coto Candón, entre otros, se sabe de poblamientos que datan del Paleolítico Medio. Se cree que durante la Edad de Bronce pudo existir en la zona Sur del término un hipotético asentamiento. El hallazgo de múltiples enterramientos en forma de cistas en el lugar conocido como Matahijos, dan testimonio de ello. Se han hallado en el mismo, ajuares consistentes en elementos cerámicos como cuencos, cazuelas carenadas y escasos elementos líticos como son las hachas pulimentadas.
Se han hallado restos romanos, pertenecientes a la época antigua, en las proximidades de la fuente de San Benito, que debieron pertenecer a un emplazamiento de los que genéricamente se denominaba Villa Rusticae con materiales cerámicos pertenecientes a época bajo-imperial. En la zona comprendida entre Clarines y Las Garbosas, se han producido hallazgos dispersos del mismo signo con la aparición de sillares de piedra, tegulae, ladrillo, etc., en el lugar denominado Cruce de la Casa del Pilar, se ha constatado la existencia de sepulturas romanas de poca entidad y casi destruidas en la actualidad por la acción del arado.
De época Islámica son los testimonios materiales aparecidos en algunas tumbas de la zona próxima a Matahijos situada a un kilómetro y medio del sur del núcleo urbano; en las mismas, formando parte de los ajuares, aparecen botellas, ampollas, cuencos, etc. La proximidad de esta Necrópolis hace sospechar la existencia de algún poblamiento árabe en el actual emplazamiento de Beas.

## Demografía
Beas cuenta con una población de 4374 habitantes (INE 2024).
| Gráfica de evolución demográfica de Beas entre 1842 y 2021                                                          |
| |
| Población de derecho según los censos de población del INE Población de hecho según los censos de población del INE |

## Economía

### Evolución de la deuda viva municipal
| Gráfica de evolución de Deuda viva del Ayuntamiento entre 2008 y 2021                                       |
| |
| Deuda viva del Ayuntamiento de Beas en miles de Euros según datos del Ministerio de Hacienda y Ad. Públicas |

## Símbolos
Escudo: fue aprobado por Resolución del Consejo de Ministros el 9 de febrero de 1968, siendo notificada dicha resolución al Ayuntamiento el día 5 de marzo del mismo año. Dicho escudo fue ideado por Vicente de Cadenas y Vicent, especialista en heráldica a quien la corporación municipal decidió encargarle el proyecto según acuerdo del 11 de febrero de 1967. 
En el escudo se decidió incluir las Armas de los Duques de Medina Sidonia en su apellido de Guzmanes, por haber pertenecido estas tierras a esa casa ducal, además se decide incluir en el mismo otros elementos para diferenciarlo de aquel, dichos elementos serán un clarín en honor de la patrona del pueblo de Beas: Nuestra Señora de los Clarines, y un cuchillo en representación del Apóstol San Bartolomé, patrón del lugar.
Por tanto nos encontramos con un escudo partido, que quedó organizado de la siguiente forma: primero, cuartelado en aspa, 1.º y 3.º (cuarteles superior e inferior) en campo de azur, una caldera jaquelada de oro y gules, gringolada de siete cabezas de sierpes en sinople; 2.º y 4.º (cuarteles derecho e izquierdo) en campo de plata cinco armiños de sable puestos en aspa. Bordura general componada de catorce compones, siete de gules y siete de plata, los primeros cargados de un castillo de oro y los segundos de un león de púrpura. Hasta aquí la partición correspondiente a las Armas de los Medina Sidonia. Segundo cuartel o partición derecha: en campo de gules aparece un clarín de oro y un cuchillo de plata encabado de oro, puestos en aspa. Al timbre, corona real cerrada.
Bandera: Bandera sobre fondo amarillo, dos bandas de franjas blancas y azules crecientes en diagonal desde las esquinas inferiores hacia la derecha y hacia la izquierda, según donde nazcan, juntándose en el centro del extremo superior y el escudo municipal en el centro de la bandera.
El escudo fue aprobado por el Ministerio de Gobernación en 1968. La bandera en pleno municipal de 9 de junio de 1998.

## Patrimonio

### Patrimonio religioso
Iglesia de San Bartolomé Apóstol

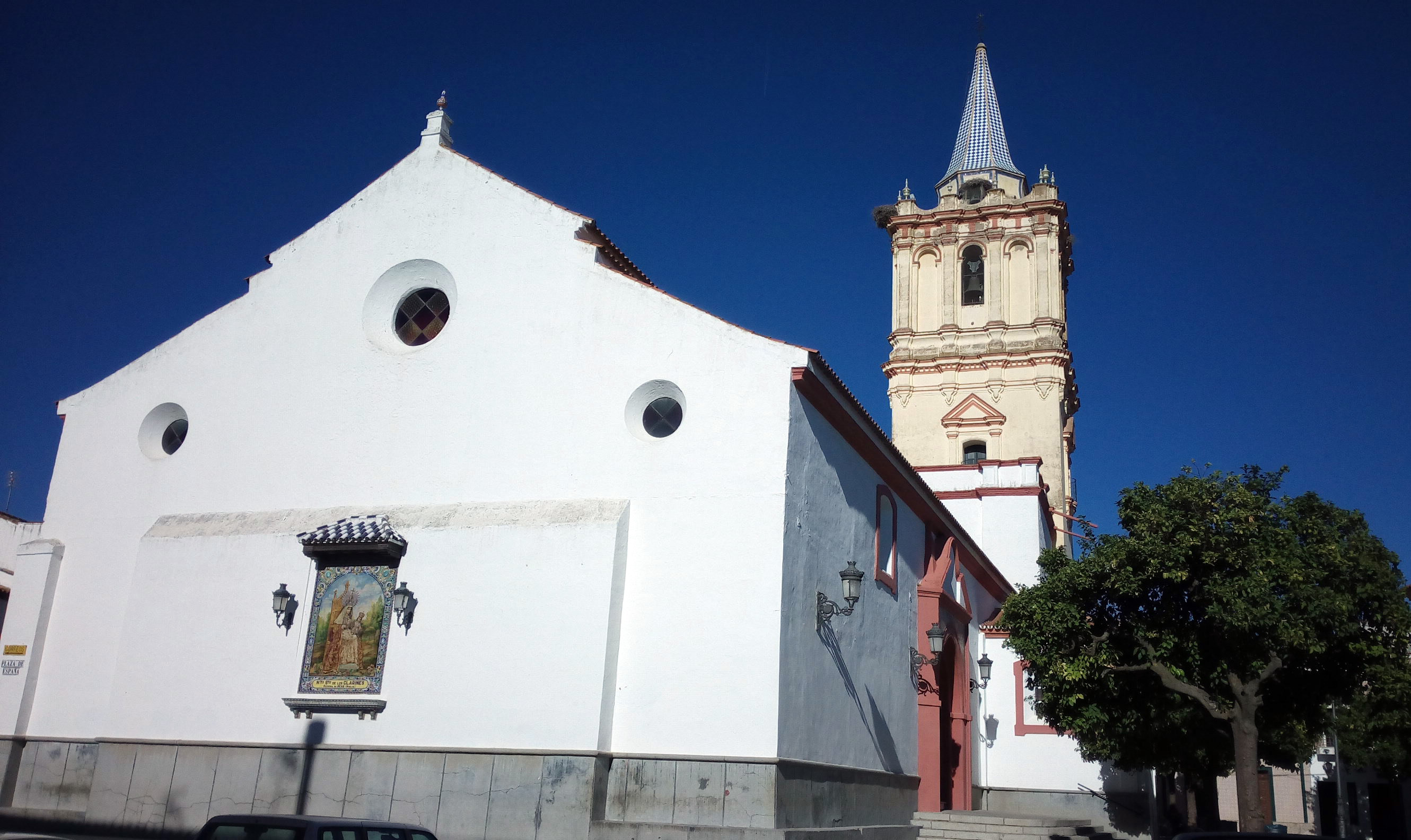
Iglesia parroquial de San Bartolomé Apóstol

Este edificio religioso, situado en la cima de la colina sobre la que se asienta el pueblo de Beas, responde al característico modelo de templo gótico-mudéjar sevillano. Posee planta rectangular, con tres naves y crucero. Las arquerías divisorias de las naves presentan arcos apuntados sobre pilares rectangulares. La nave central se cubre con techumbre de madera con decoración de estrellas de ocho puntas. La capilla mayor está cubierta con bóveda de nervadura gótica. Posee dos puertas de acceso, situadas en el centro de las naves laterales. La puerta del Sol, que abre a la plaza, es de estilo mudéjar, realizada hacia 1500, con remate barroco. La otra, la de la Sombra o de las Novias, es de traza tardobarroca, del siglo XVIII.
La torre del templo se alza sobre la cabecera de la nave de la epístola, se compone, como es usual en la comarca, de caña, cuerpo de campanas y chapitel. Por su trazado y formas puede afirmarse de que se trata de un campanario de finales del siglo XVIII, trazado, posiblemente, tras el terremoto de 1755, y, finalizado en 1829, fecha que aparece en la veleta que corona el chapitel de azulejería bicolor que remata la torre.

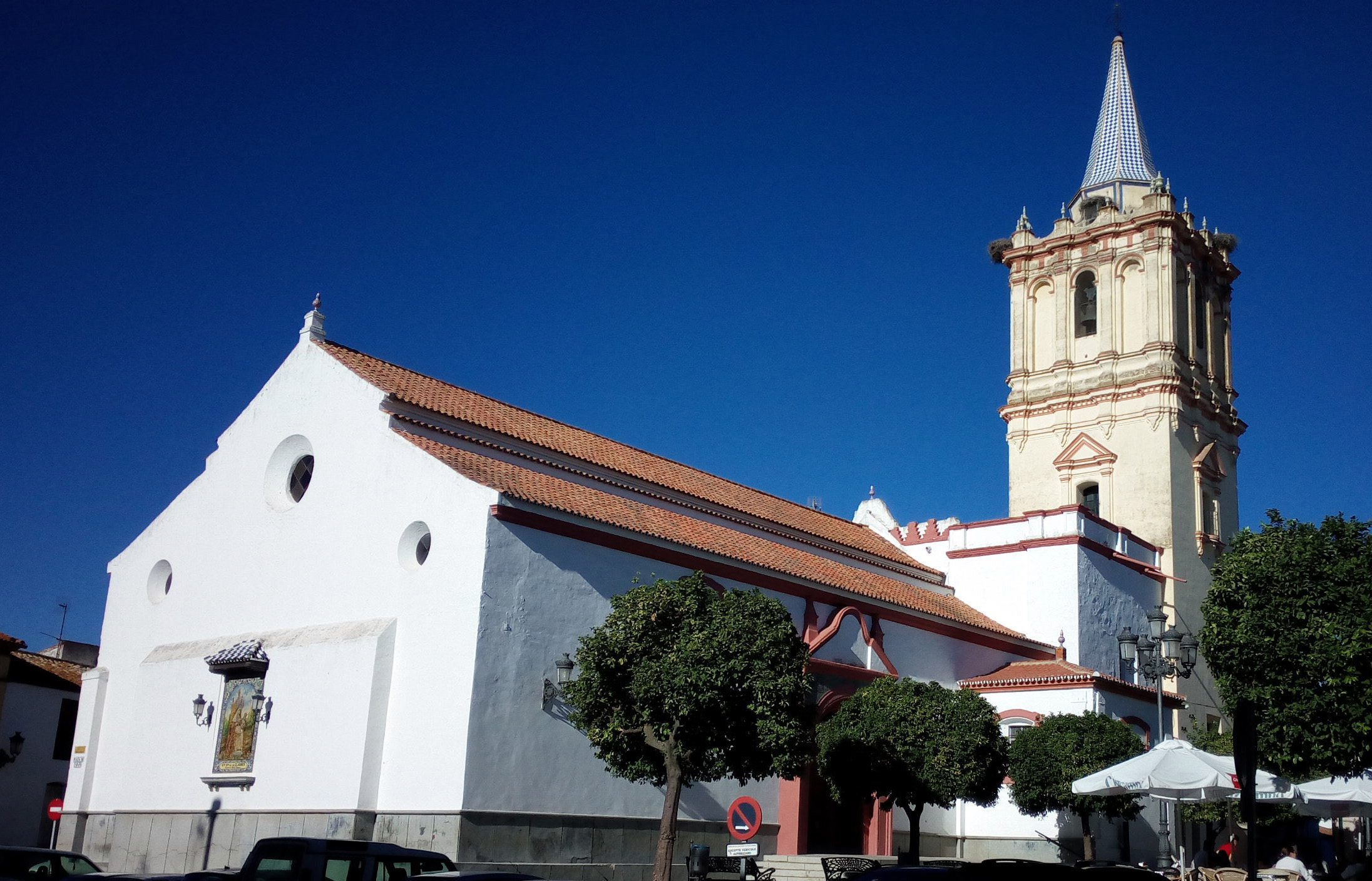
Iglesia parroquial de San Bartolomé Apóstol

El interior de la parroquia guarda un rico patrimonio artístico, con piezas muy destacadas. Entre ellas varias tallas en madera policromada del siglo XVI, como la Virgen del Rosario, obra atribuida al círculo de Roque Balduque, del segundo tercio del siglo XVI; el Cristo de la Sangre, de mediados del siglo XVI y atribuido al mismo autor antes citado; la Virgen de Gracia, realizada a fines del siglo XVI por Juan Bautista Vázquez, el Mozo, o Diego de Velasco; la talla de San Bartolomé, titular de la parroquia, de la misma centuria y de autor desconocido.
Del siglo XX destacan otras tallas ligadas a las hermandades de Semana Santa, como la de Jesús Cautivo y Rescatado, ejecutada por Antonio León Ortega en 1945 y la de la Virgen de los Dolores, obra de Manuel Cerquera, realizada en 1955.
Capilla del Hospital de Santa María de Gracia. siglo XVI.
Del patrimonio pictórico de la parroquia destaca el cuadro de Ánimas, pintado por Pedro Gómez en el primer tercio del siglo XX; el de San Miguel venciendo al demonio, del siglo XVIII; y, sobre todo hay que citar dos obras de la escuela sevillana del siglo XVII, como son los lienzos de la Oración en el Huerto y El Prendimiento.
De los retablos de la iglesia destacan el de la cabecera de la nave del evangelio, reconstruido con fragmentos del antiguo retablo mayor que fue ejecutado en 1709 por Francisco de Barahona y destruido en julio de 1936.
Ermita de Ntra. Sra. la Virgen de los Clarines

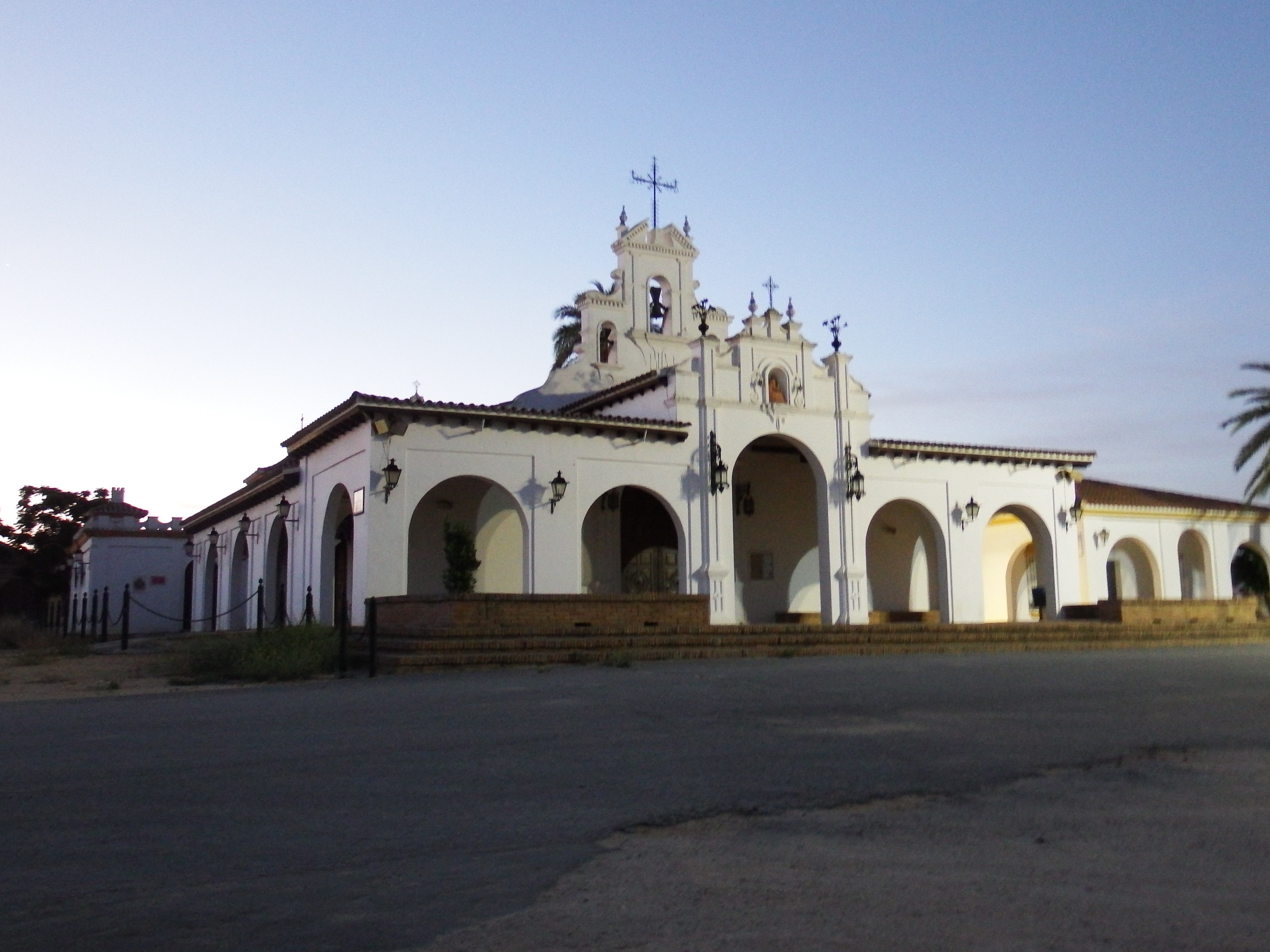
Ermita de Clarines

La ermita presenta una sola nave cubierta con techumbre de madera a dos aguas. La estructura actual del santuario es obra del siglo XX, realizada en su mayor parte tras el terremoto de 1969. No obstante conserva algunos elementos realizados en fechas anteriores, como la capilla mayor y el camarín de la Virgen, realizados en el siglo XVIII, hacia 1739.

En la ermita destacan las imágenes de Ntra. Sra. la Virgen de los Clarines, de candelero para vestir, realizada por Antonio Castillo Lastrucci en 1937, si bien el Niño que sostiene la Virgen es de talla anterior, posiblemente del siglo XVIII. Otra imagen destacada que se venera en el santuario es la de Ntro. Padre Jesús de la Amargura, realizada en 1943 por Antonio León Ortega. En la ermita destaca igualmente la reja de hierro forjado del siglo XVIII que aparece en el vano que ilumina el camarín.
Capilla del Hospital de Santa María de Gracia
En la calle Santa Engracia se conserva, aunque muy fragmentada y remodelada la capilla mudéjar del antiguo hospital de Santa María de Gracia fundado en 1566 y dedicado a la asistencia de pobres y niños expósitos.

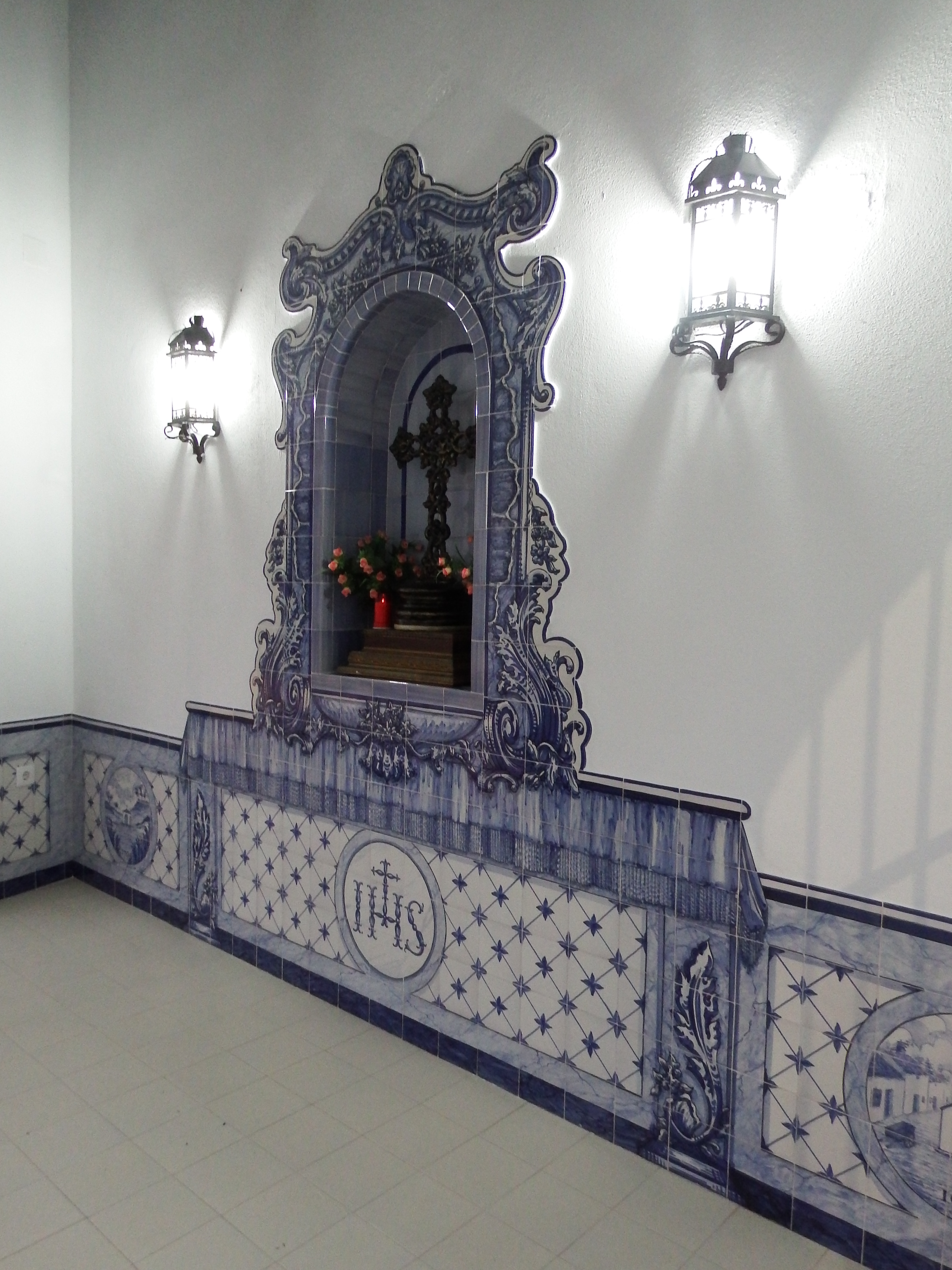
Cruz de los Mozos
Es una pequeña capilla de planta cuadrangular con techumbre plana, cubierta de tejas a tres aguas. Posee tres fachadas decoradas con rejería de principios del siglo XX. Posiblemente la capilla estuviese edificada con anterioridad, con toda probabilidad en el siglo XVIII, pero fue muy remodelada hacia 1901. Estaba situada a la entrada del pueblo, en el camino de Huelva, y era el lugar de recogida de los mozos reclutados por el ejército. En la actualidad está muy vinculada a los ritos funerarios del pueblo.
Ermita de Santa María de España
Finalmente, cabe citar dentro del patrimonio artístico beasino a la ermita de Ntra. Sra. de España, que aunque ubicada en Sotiel Coronada, término municipal de Calañas, se encuentra ligada por la historia y los sentimientos a los beasinos, pues su titular es venerada desde tiempo inmemorial por los beasinos, como más adelante veremos. La actual imagen de la Virgen es obra de Antonio Castillo Lastrucci, de 1956. La ermita está compuesta de una sola nave, con techumbre de madera a dos aguas. Tras la capilla mayor se encuentra el camarín de la Virgen, de fractura moderna, siguiendo viejos esquemas románicos. Además, presenta un porche de acceso con sencilla espadaña.

### Patrimonio civil
- Casa Consistorial. siglo XIX. 1881.

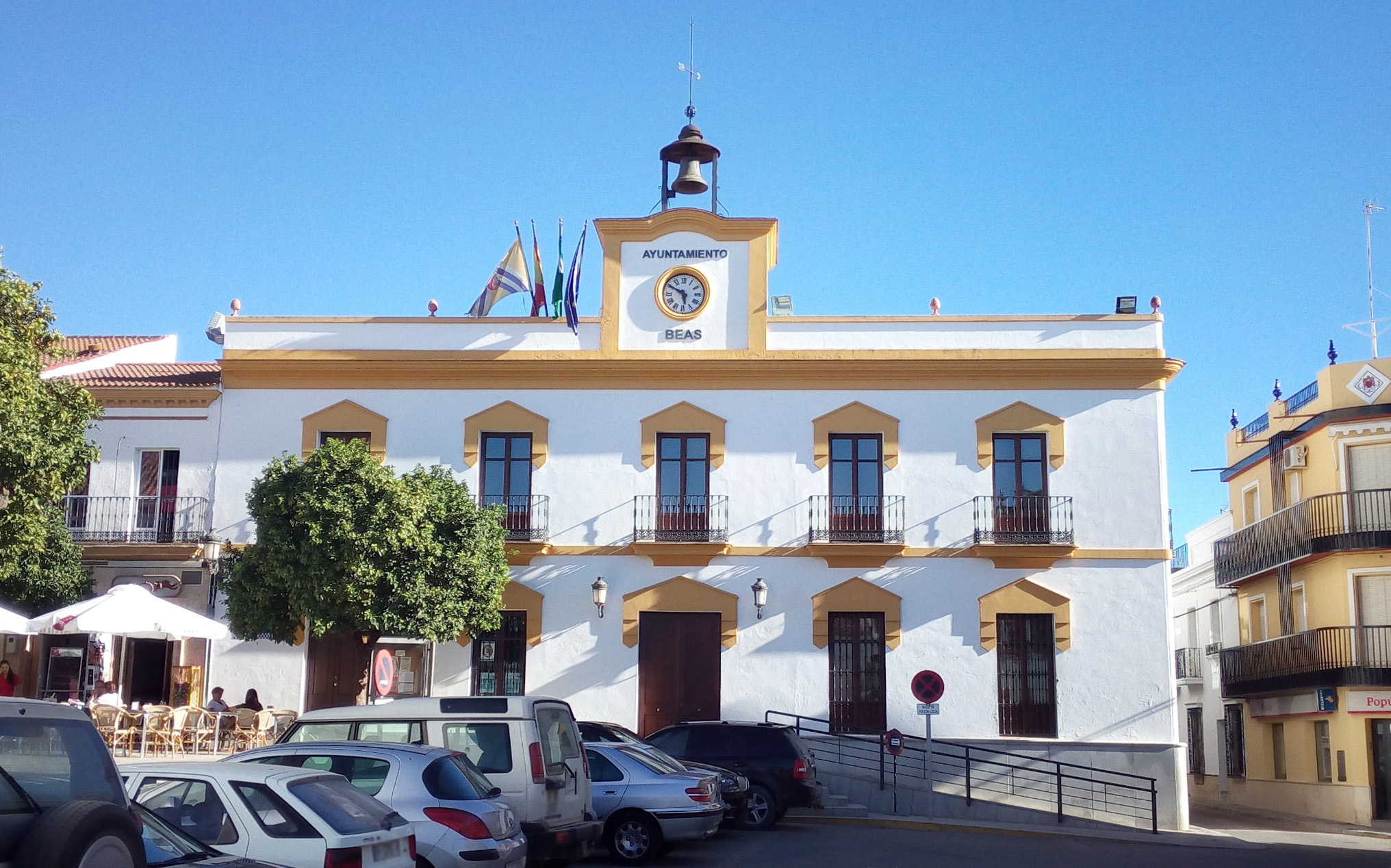
Casa consistorial

El edificio es obra del arquitecto Manuel Pérez González, de estilo neoclásico en dos plantas, rematado por un torreón donde se alberga un reloj con campana.
- Escuelas de Enseñanza Primaria. Biblioteca Municipal y Casa de Cultura. siglo XIX. 1882.

Realizadas por el arquitecto Manuel Pérez González, en un estilo muy similar al de la Casa Consistorial, con dependencias distribuidas en dos plantas. Tras su restauración en la década de 1980-90 se ha destinado a albergar las actuales dependencias de la Biblioteca Municipal y la Casa de la Cultura.
- Pozo del Concejo. siglo XX. 1954.

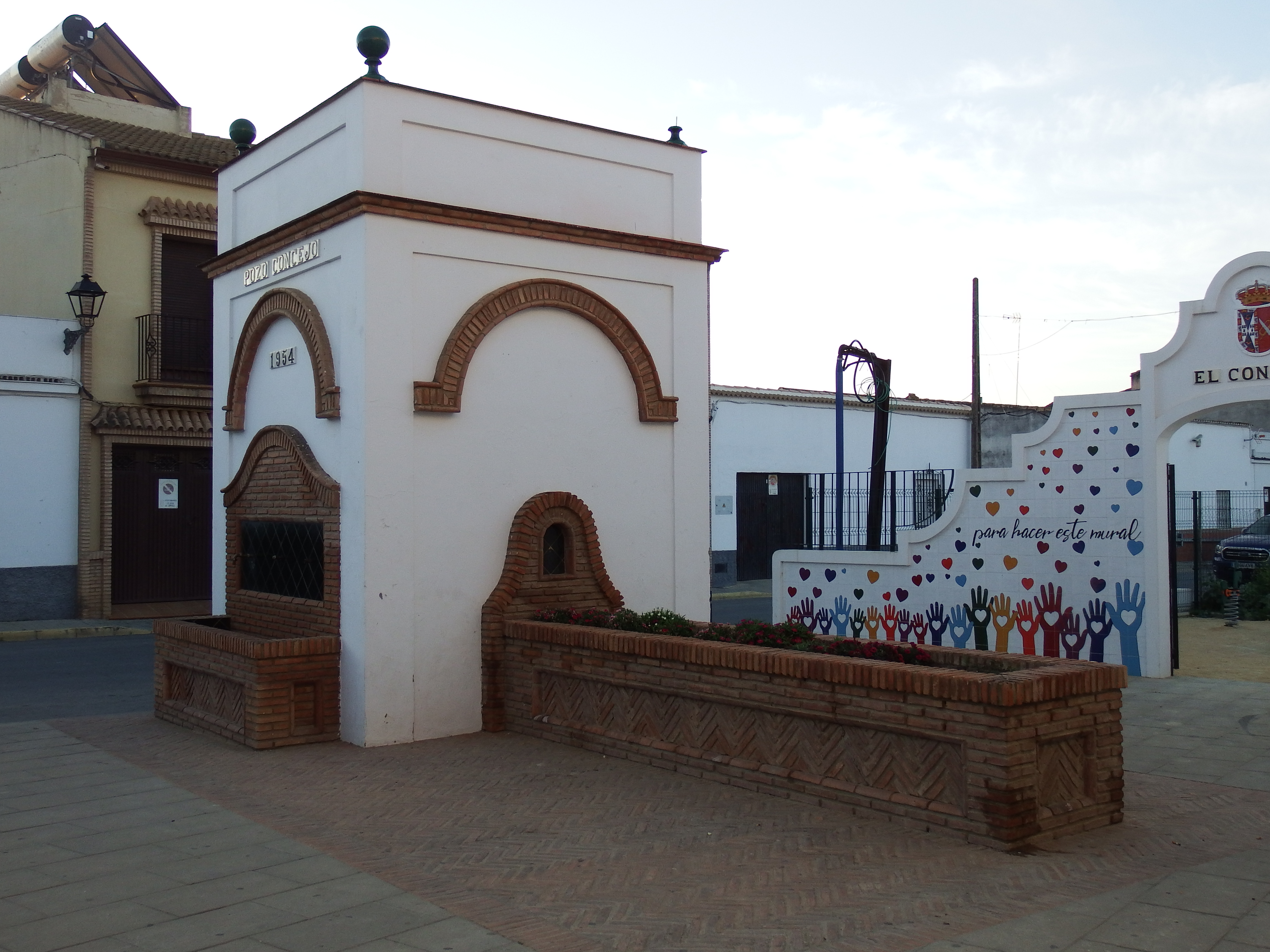
Pozo del Concejo

Este pozo, del cual se tienen datos históricos, al menos desde el siglo XVIII, fue utilizado para el abastecimiento de agua a la población. A mediados del siglo pasado, en 1954, fue ampliamente remodelado para cumplir las nuevas condiciones higiénico-sanitarias de suministro de agua potable al pueblo. Un proceso similar sufrieron otros pozos-abrevaderos del casco urbano, como el de El Moreno o el Nuevo, hoy desaparecidos por las mala planificación urbanística. A todos ellos hacia los años 50 del pasado siglo se le construyeron depósitos para potabilizar el agua, de ahí, la estructura actual de este pozo a modo de gran fachada-fuente de la que se surtía la población.
- Casino Grande. Círculo Cultural y Recreativo. siglo XX.

Ha sido el lugar de reunión de los grandes propietarios agrícolas del pueblo, edificado, con toda probabilidad en las primeras décadas del siglo XX como centro social de la élite agrícola local.
- Casas de las calles Cervantes, Clarines y San Sebastián. Siglos XVIII, XIX y XX.

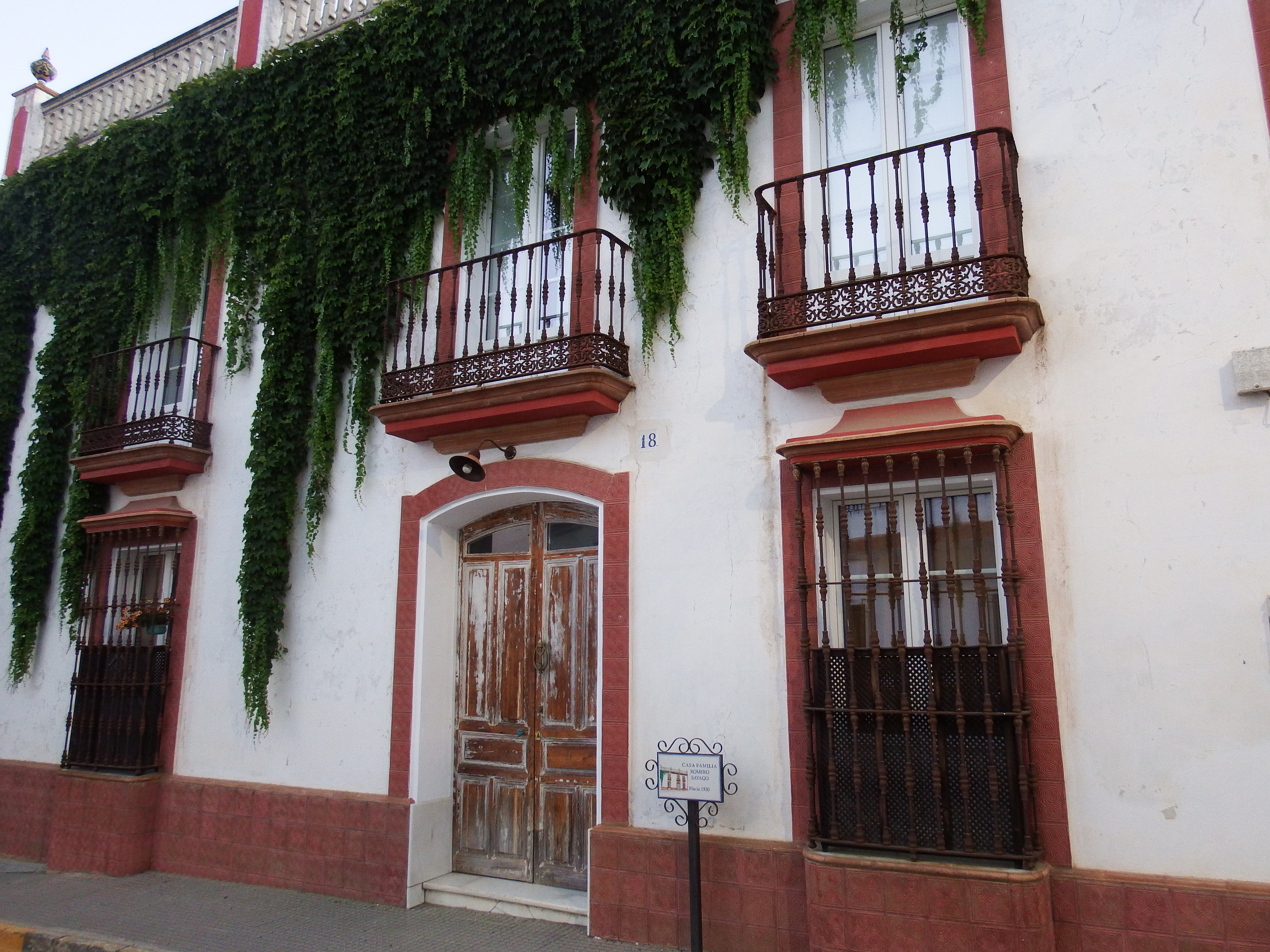
Casa de la familia Romero Sayago (ca.1930)

Beas conserva un pequeño conjunto de casas domésticas muy interesantes, situadas principalmente en estas calles. Destaca la casa de la calle San Sebastián, n.º 16, con fachada de finales del siglo XVIII. Así mismo en la calle Cervantes se conservan otros tres ejemplos de fachadas de casa de esta centuria, algunas ya muy transformadas, una de las cuales, la del n.º 6 posee un interesante reloj solar. En la calle Clarines existen algunos ejemplos de fachadas eclécticas y modernistas de los siglos XIX y XX, las construidas por la burguesía de la localidad que se asentó en esta calle tras su reurbanización a finales del siglo XIX y principios del XX.
- Cementerio municipal. siglo XX. 1927.

Es obra del afamado arquitecto onubense José María Pérez Carasa, realizado en estilo regionalista. Del mismo destaca el muro que lo rodea con remate de piñas de cerámica de tonos azules y la capilla. Posee interesantes muestras de retablos de azulejos, realizados por importantes firmas de cerámica de Triana (Sevilla).
- Molinos hidráulicos. Ruta de los Molinos. Siglos XVIII, XIX y XX.

Muchos cauces de los arroyos de la población fueron aprovechados en la Edad Moderna para construir en los mismos molinos hidráulicos para la molienda de los cereales cosechados en el Ruedo de Beas. Algunos de estos molinos, hoy rehabilitados, pueden ser contemplados en el arroyo de los Molinos, entre el paraje de la Huerta del Conde y La Loba. Fueron recuperados los molinos de La Loba, Las Monjas, La Higuera y el de la Llave. Hoy es una ruta etnológica y natural que conecta con la llamada Vía Verde de los Molinos de Agua, un camino para uso peatonal de 8 metros de ancho y que comprende un total de 35 kilómetros de la vieja línea de ferrocarril en desuso, que comunicaba San Juan del Puerto con El Buitrón. Esta ruta discurre por los municipios de San Juan del Puerto, Trigueros, Beas y Valverde del Camino.
- Casa Museo de Venezuela en España

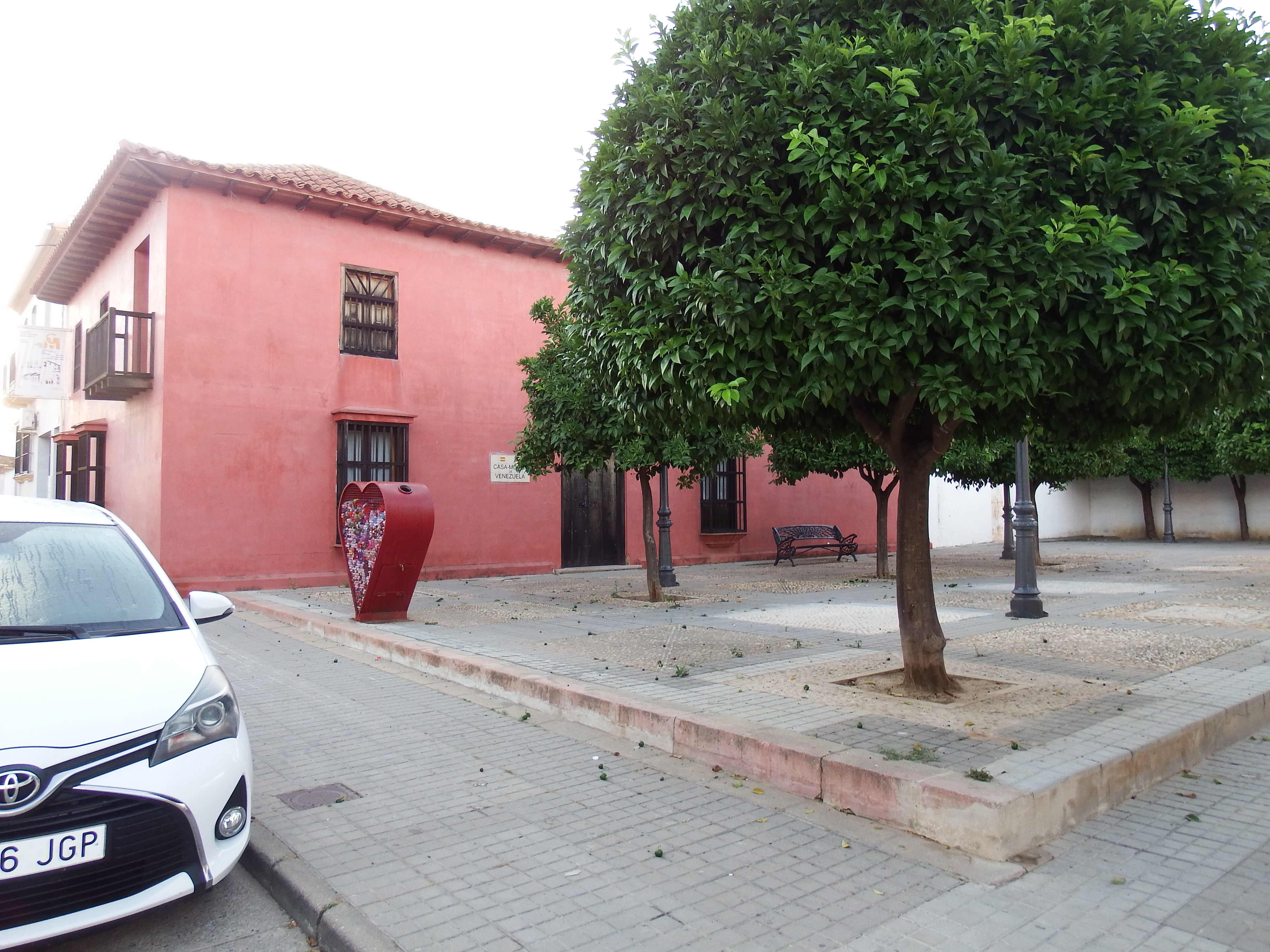
Casa-museo de Venezuela

La creación de la Casa Museo de Venezuela en España surge en el año 2000 como una propuesta que presenta la Fundación Imagen, con sede en Clarines de Venezuela, al Ayuntamiento de Beas dentro del programa de cooperación puesto en marcha tras el hermanamiento de ambas poblaciones (Beas y Clarines) en 1994. Se pretendía crear una institución museística vinculada a la diversidad cultural latinoamericana en Beas para potenciar los lazos de hermandad entre los dos continentes y las dos poblaciones.
Su construcción se inició en marzo de 2003, en terreno ubicado en la calle Ramón y Cajal, del centro urbano de Beas.

El proyecto contempla dos fases de ejecución del espacio cultural, de las cuales hasta el momento se ha realizado la primera de ellas. El proyecto inicial presenta dos espacios constructivos diferenciados: el “edificio tradicional” y el “Pabellón de la Luz”. El primero refleja la imagen tradicional de la casa colonial venezolana, realizada con elementos constructivos naturales como la madera noble, la caña y la teja y el suelo de barro cocido; el segundo por el contrario intenta, desde la abstracción, representar los valores del espacio en el trópico, a través de formas modernas.

El Edificio Tradicional es el ejemplo de la construcción del casco histórico de Clarines en Venezuela y es el que ahora puede ser visitado, albergando en su interior una colección museística dedicada a conocer los lazos de hermandad entre los dos municipios, así como a divulgar la cultura venezolana en nuestra tierra.
Además en la Casa Museo tienen lugar otras actividades de carácter temporal: exposiciones, charlas, cursos y otros eventos culturales que la convierten en la principal institución cultural del municipio de Beas.

### Patrimonio de las aldeas
Sigamos nuestro recorrido por el municipio, para comprender y contemplar su patrimonio histórico.
En Fuente de la Corcha. Su caserío tradicional, nacido a partir de fines del siglo XIX, presenta casas de una o dos plantas, con puerta entre dos ventanas, y en el caso de tener piso superior, sobre la puerta aparece un balcón o ventana. Por lo general las cubiertas de las mismas son a dos aguas, y saliendo de la cubierta aparecen los tiros de las chimeneas. A este caserío tradicional se ha ido uniendo recientemente un conjunto de nuevas residencias que rompen abiertamente los tradicionales parámetros arquitectónicos.
El edificio más destacado de la aldea es la iglesia parroquial de Ntra. Sra. de la Salud, cuya construcción es de fractura moderna, realizada entre 1960 y 1966 por los maestros albañiles José Cano García y José Fernández Moreno de Valverde del Camino. Presenta tres naves, separadas por arcos de medio punto, con cubierta a dos aguas y cabeceras de bóveda de cañón. Para la entrada al templo se ha dispuesto un porche, con arco central rebajado y dos medios arcos laterales. Sobre el mismo aparece un frontón trilobular y piñón central con cruz de cerrajería. En el mismo aparecen tres paños de azulejos dedicados a la Virgen de Clarines, San Juan Bautista y San Bartolomé. La torre fue realizada por el arquitecto sevillano Rafael Herrera, según proyecto fechado en 1976, siendo concluida en 1980. 
La iglesia conserva en su interior como bienes más preciados la imagen de Ntra. Sra. de la Salud, obra anónima de candelero para vestir de hacia 1880. En la torre de la parroquia también aparece un azulejo polícromo de San Rafael, realizado en el siglo XIX.
La aldea de Navahermosa presenta un caserío tradicional con casas en su mayoría de una sola planta, con puerta entre dos ventanas, cubiertas a dos aguas con tejas árabes y chimeneas, que se distribuyen en los dos barrios de la población: el Alto y el Bajo. Además, como en el caso de Fuente de la Corcha, existen chalés de más reciente construcción y arquitectura alejada de los modelos tradicionales, diseminados alrededor de la aldea.
Además de estos edificios civiles tradicionales, la aldea cuenta con la vieja ermita de las Mercedes, en el Barrio Alto, de la que ya se tienen noticias de su construcción en el siglo XVIII. La ermita, muy sencilla, presenta una nave con techumbre de madera a dos aguas, compuesta por vigas con tablazón. La fachada, encalada, presenta en el vértice superior una espadaña con un solo vano que alberga una campana, rematada en una estructura angular con cruz de cerrajería. Del interior de la ermita destacan como obras más interesantes las siguientes: la Virgen de las Mercedes, titular de la misma y patrona del lugar, que es una talla en madera estofada y policromada, vestida con hábito de la Merced, realizada en 1992 por Joaquín Moreno Daza, según modelo de la anterior escultura que era de serie. 
Junto a la talla de la Virgen es de admirar un lienzo de Ntra. Sra. del Reposo, patrona de Valverde del Camino, de fines del siglo XVIII. La Virgen está flanqueada por dos ángeles que sostienen la media luna y sendas cartelas que dicen: “TU HONORIFICENTIA POPULI NOSTRI”.
En las proximidades de la aldea, también podemos encontrarnos con un ejemplo de cruz de camino, erigida, como hemos visto anteriormente, en memoria de algún vecino fallecido en el lugar. El pilar de la misma destaca por tener forma de cilindro cortado por un plano que deja su cara principal plana. En el mismo aparece un azulejo dedicado a la Virgen del Reposo de cerámica Santa Ana de Sevilla. 

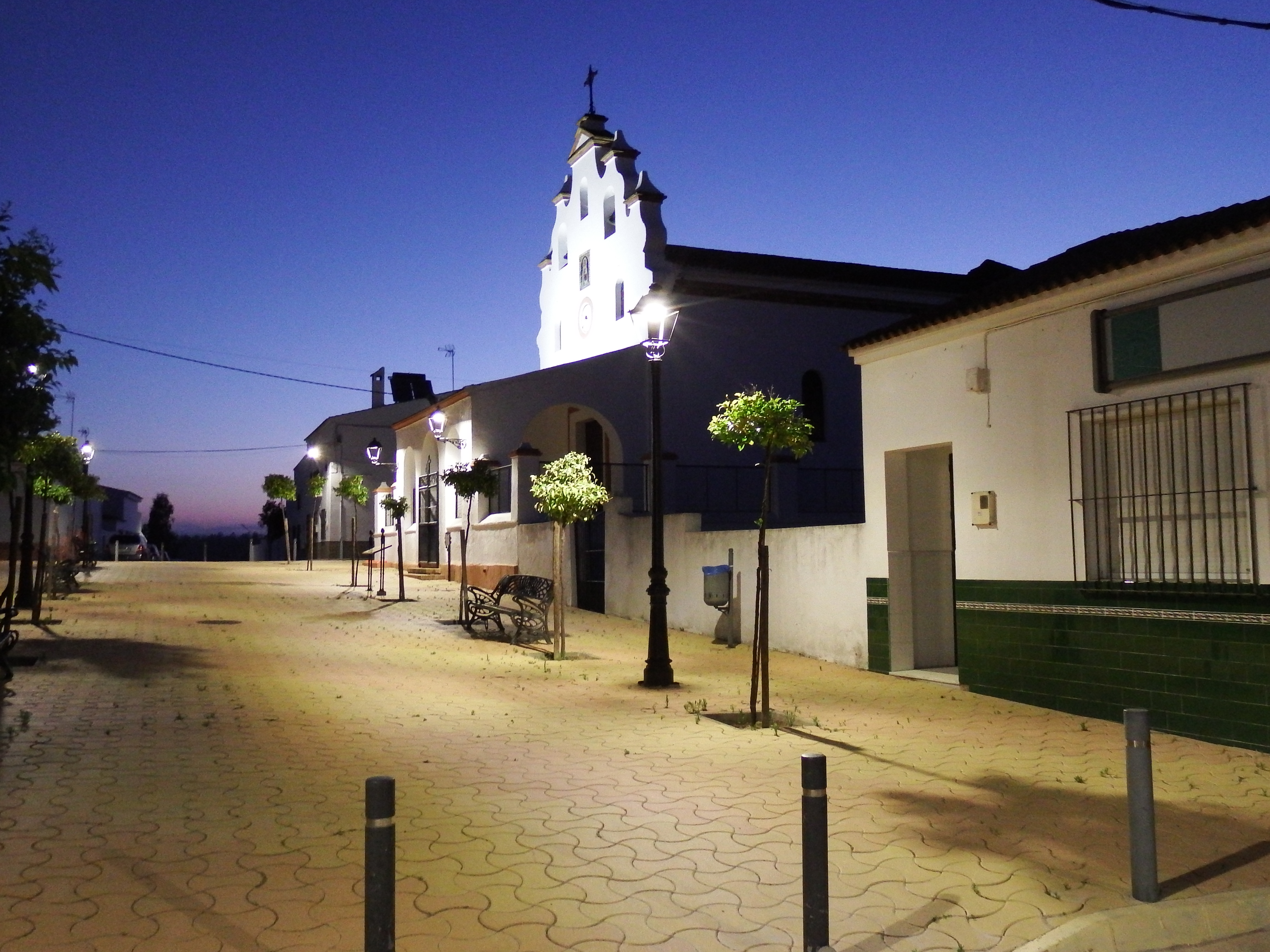
Núcleo de Candón, con su iglesia

El caserío de Candón presenta casas de una o dos plantas. Las casas de una sola planta tienen puerta central entre dos ventanas. Las de dos plantas, suelen presentar un balcón con antepecho de hierro en el segundo piso sobre la puerta. Las cubiertas de las casas suelen ser a dos aguas con tejas árabes. 
De entre la arquitectura civil de esta población puede destacarse la portada del viejo molino de aceite de principios del siglo XX, que presenta un arco de acceso rebajado con cancela de hierro forjado con remates laterales tronco cónicos y central a modo de frontón trilobulado. 
Como edificio más destacado de la aldea está la iglesia parroquial de San José, cuya inauguración tuvo lugar en 1917. Presenta un pórtico de entrada formado por tres arcos de medio punto y cubierta a una sola vertiente. Sobre el mismo aparece una gran espadaña de recortado perfil, con tres vanos para las campanas. Los remates están formados por un tronco en forma de pirámide en los laterales y frontón triangular en el centro con cruz de cerrajería.
El interior del templo tiene una sola nave y techumbre de cielo raso, fruto de la reforma realizada en el templo en 1971-72. La capilla mayor, acabada en testero plano, se cubre con bóveda vaída. Además a los pies de la iglesia se encuentra el coro, con antepecho de hierro moderno. Como piezas artísticas más destacadas en su interior se encuentran una escultura en madera policromada del Corazón de Jesús, realizada por Manuel Cerquera en 1939, un Crucifijo de Antonio León Ortega, realizado en 1980 y la imagen de San José en madera tallada y policromada realizada en 1995 siguiendo el modelo de la anterior imagen procesional de serie.

## Fiestas
- Belén Viviente de Beas:

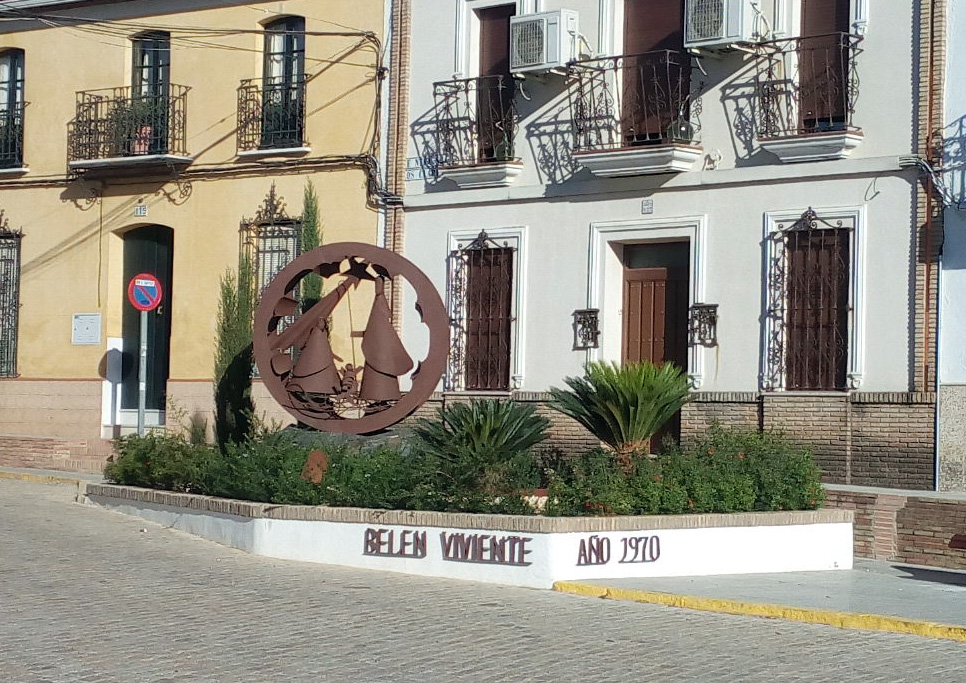
Monumento al tradicional Belén Viviente de Beas

La llegada de la Navidad a Beas es muy importante ya que por estas fechas es la apertura del Belén Viviente que lo hace desde 1970. 
Este Belén es organizado por la Junta de Gobierno de Nuestra Señora de los Clarines (patrona de la localidad) y se decidió realizar para recaudar fondos para la reconstrucción de la ermita de la virgen que sufrió graves destrozos por el terremoto de Lisboa de 1969. Es así que en las navidades de 1970 la Junta de gobierno de entonces inaugura la l edición de este maravilloso Belén. En el año 2020 celebró su 50 aniversario y en el año 2021 fue nominado como pueblo de la Navidad en la campaña de "Juntos brillamos más" de Ferrero Rocher.
El Belén abre a finales de noviembre - principios de diciembre y se clausura a principios de enero, alrededor de este las se instauran carpas y cafeterías de las distintas hermandades del pueblo para recaudar fondos, además de numerosos puestos y atracciones. El Belén Viviente de Beas es una de las 7 maravillas de la provincia de Huelva. Os invitamos a visitarlo.
- Clarines Chico. Se celebra coincidiendo con el último fin de semana del mes de febrero. Esta romería se viene celebrando desde 1970 para dar gracias a la Santísima Virgen de que no ocurriese nada durante el terremoto el 28 de febrero de 1969 en Beas y su término municipal. El sábado se emprende el camino con el simpecado en la carreta por el camino de los Huertos, detrás de esta se encuentran "los quintos" que son jóvenes que cumplen ese año la mayoría de edad y van con sus tradicionales "palillos con moñas rojiamarillas"  cantando canciones inventadas propiamente (el más chico de la quinta lleva el palillo con moñas verdiblancas). Antiguamente estos jóvenes eran los que iban a la mili y se despedían del pueblo. El Domingo es la misa de acción de gracias en la que la hermandad impone a los quintos y quintas la medalla de la virgen.

- Semana Santa.

En Beas la Semana Santa empieza el Viernes de Dolores con el rosario en honor a María Santísima de los Dolores , titular de la hermandad de la Amargura (los morados). El Domingo de Ramos Nuestro Padre Jesús de la Amargura, Sr. de Clarines (llamado así comúnmente ya que reside todo el año en Clarines, una aldea de la localidad, donde reside la patrona) es trasladado desde la residencia de ancianos (la cual se encuentra a la entrada del pueblo en el camino entre la aldea y el pueblo) hasta la parroquia de San Bartolomé. 
La noche del miércoles Santo la imagen del Santísimo Cristo de la Sangre realiza un santo Vía Crucis a la luz de las velas (esta imagen es titular de la Asociación de la Santa Vera+Cruz). 
El Jueves Santo , procesiona la imagen de Ntro. Padre Jesús Cautivo y Rescatado (Antonio León Ortega 1947) , una imagen de mucho fervor y devoción en el pueblo ya que la imagen recibió la medalla de oro del pueblo siendo la primera en obtener dicha distinción la cual se le fue otorgada el 17 de junio de 2017. Tras sus pasos le sigue la imagen de María Santísima del Amor, obra de José Luis Delgado Blanco (2002) la cual es portada por mujeres costaleras. La virgen procesionó por vez primera en Semana Santa el 24 de marzo de 2005 ya que en junio de 2003 procesionó por su primer aniversario y en el año 2012 la imagen realizó diferentes actos por su X aniversario en el cual se destaca un Santo Rosario.
El Viernes Santo - Madrugá realizan estación de penitencia la imagen de Nuestro Padre Jesús de la Amargura el Señor de Clarines cuyo autor es León Ortega (1943) recibió la medalla de oro del pueblo por su 75 aniversario en 2018. La imagen de la virgen , María Santísima de los Dolores es obra de Manuel Cerquera (1955) siendo restaurada por David Valenciano Larios en 2018. La imagen realizó una procesión extraordinaria en 2005 por su 50 aniversario. Durante el recorrido se realizan las tres caídas en las que los nazarenos se arrodillan y por último en la Plaza del pueblo realizan el esperado encuentro, acto que causa gran expectación.
El Viernes Santo - tarde procesiona la imagen del Santo Entierro de Cristo, denominado comúnmente como "la urna", este es acompañado por las virtudes teologales, María Magdalena, las Tres Marías y por último la Verónica. Estas son mujeres del pueblo que se visten para representar estos dogmas y personajes bíblicos, cosa que causa mucha expectación en el público.
Domingo de Resurrección - Procesión Stmo. Cristo Resucitado.
- Hermanamiento Beas y Clarines (Venezuela). 7 de abril.

- Romería de Santa María de España. Su celebración suele ser el tercer fin de semana de mayo. El viernes entre un mar de devoción y fervor sale la carreta del simpecado en Peregrinación hacia Sotiel Coronada. Esta recorre diferentes puntos del pueblo antes de partir hasta Sotiel Coronada como es la capilla de la Santa Cruz de la calle Rábida y la Santa Cruz de la Caña y por último el monolito dedicado a la Virgen. El camino es largo y cansado , a las 12 se reza el Ángelus en la Ruta de los Molinos y a las 14 la se llega a la finca de Pallares para almorzar. Al llegar a la Aldea el simpecado se presenta ante la ermita de la Virgen de la Coronada patrona de la Calañas (ya que Sotiel pertenece al dicho pueblo y ambas hermandades están hermanadas). Seguidamente el Simpecado entra en la emita y se entona la salve.

Por la noche se realiza el Santo Rosario.
El sábado por la mañana es el rezo del Ángelus y por la noche la solemne procesión de Santa María de España por el recinto donde vista a todos los "toldos" (reuniones), cabe destacar la visita al monolito de la patrona de Beas (Nuestra Sra de los Clarines) edificado en los últimos años debido a la relación tan especial entre ambas corporaciones marianas  y por último la visita a la ermita de Nuestra Señora de la Coronada, la otra advocación de la aldea donde se reza la salve y se viven momentos emotivos ya que son hermandades que comparten algo más que ubicación física.
El Domingo es la función principal y Besamanos y por la tarde el camino de vuelta en el cual vuelve la imagen de la virgen cada 5 años y ataviada de pastora. El autor de la Virgen es Antonio Castillo Lastrucci de 1953 que viene a sustituir a la anterior destruida en 1936.
- Romería de Clarínes. Se celebra durante los días 14, 15 y 16 de agosto. El día 13 de agosto, víspera de la romería también es una jornada de celebración nocturna muy animada en el recinto de Clarines. El día 14 a las 9 de la mañana Nuestra Señora de los Clarines emprende su caminar hacia su aldea en un ambiente de fervor y devoción, la comitiva realiza diferentes paradas en el camino como es frente a su monumento, en la residencia, en el Molino en los Grifos y en la Cruz de San Bartolomé (última parada significativa del camino).

En los Grifos se reza el Ángelus y se "bautiza" a los nuevos peregrinos y costaleros. A la llegada de la virgen a su aldea, está se sitúa frente al dintel de la ermita y los diferentes carros realizan los tradicionales "vivas"; una vez acabados la virgen entra y se canta la salve. Por la tarde noche es el rezo del Santo Rosario.
El día 15 de agosto, festividad de la Ansunción de María se realiza la Función Principal en honor a la Santísima Virgen y seguidamente Besamanos. Al caer la noche la Virgen procesiona por las calles de su aldea entre sus tradicionales nardos.
El día 16 se realiza la misa de despedida pero cada 5 años la imagen de la virgen vuelve a Beas realizando una procesión extraordinaria el día más cercano al 8 de septiembre (Natividad de la Santísima Virgen).
Aunque la romería empieza en agosto, la Santísima virgen a mediados del mes de julio realiza un solemne traslado desde su aldea hasta el pueblo de Beas para la celebración de los cultos en su honor, que tiene lugar del 1 al 9 d e agosto (las tradicionales novenas) También los días previos a la romería tiene lugar la Elección de la Romera Mayor de la romería que representará a la mujer Beasina y clarinera.
La imagen es obra de Antonio Castillo Lastrucci de 1937, vino a sustituir a la anterior destruida en los sucesos del 36.
- Fiesta Patronales y Capeas en honor de San Bartolomé.

Por la mañana son los tradicionales encierros y al llegar al pueblo sacan a las vaquillas a la plaza y a la más brava la dejan sola para torearla bautizándola como la "vaquilla del aguardiente". Por la tarde se da el encierro en la plaza de toros que es edificada por gente del propio pueblo con palos y cuerdas a modo de cuadrilátero, también en la calle San Sebastián (calle donde desemboca la plaza) se montan jaulas. 
Por la noche el ambiente sigue con la feria con diversas atracciones y puestos. 
El día 24 es el día grande de la fiesta con la procesión de San Bartolomé por las calles del pueblo bailando a los sones de pasodobles y sevillanas.
- Fiestas de San José Obrero. Candón.

Primer fin de semana del mes de mayo.
Candón es una aldea de Beas en la cual el patronazgo de la misma recae en el Bendito Patriarca San José Obrero.
El sábado por la mañana se da la Alegre Diana que recorre las calles del pueblo y por la tarde el Rosario que es un acto muy tradicional.
El domingo el santo procesiona por todas las calles de la aldea (casa por casa) hasta que cae la noche, se celebra así otro de los grandes acontecimiento: la Puja en la cual se Puja por la vara y mandato del hermano mayor, para poder portar al santo y por los claveles del paso. El lunes tiene lugar el popular día de la Carne  que sirve para ponteciar los lazos de unión y hermandad entre los vecinos.
- Romería de Nuestra Señora La Virgen de la Salud. Fuente de la Corcha.

Fuente de la Corcha es otro núcleo de Beas. En los 80 se rescató la tradición de llevar a la patrona de la aldea,Nuestra Señora de la Salud,a un paraje conocido como el Cabezo de la Virgen, que consistía en una rogativa contra la sequía. Se celebra el último domingo del mes de mayo en el cual se realiza una misma en el paraje ya mencionado volviendo al atardecer. La virgen suele ir ataviada de Pastora.
- Fiestas patronales de Fuente de la Corcha. También son en honor a la Santísima Virgen de la Salud, son el último fin de semana de septiembre, durante el sábado y el domingo tienen lugar diversos actos hasta llegar a la función que pasará a una procesión solemne en honor a la virgen por las calles de su aldea. Seguidamente se subastan los bancos de la virgen para poder portarla. El lunes en un día más íntimo donde tiene lugar la comida de hermandad.
- Carnavales de Fuente de la Corcha: son en febrero y gozan de mucha popularidad.
- Fiestas patronales en honor a Nuestra Señora de las Mercedes Navahermosa de Beas.

Tienen lugar en torno al fin de semana más cercano al 24 de septiembre (festividad Virgen), el viernes tiene lugar el Gran Chupinazo, el sábado la Gran Diana y la procesión de la Virgen por los dos barrios de la aldea. El domingo se entregan los trofeos deportivos celebrados el día anterior.